# Crime Mob
Crime Mob é um grupo de hip hop/crunk composto por seis membros: M.I.G., Cyco Black, Princess, Lil' Jay, Diamond, e Killa C. Eles são mais conhecidos por suas canções "Knuck If You Buck" e "Rock Yo Hips". O grupo deixou de lado as diferenças e têm trabalhado juntos esporadicamente. Em 2011, Crime Mob apareceu no álbum de $hamrock Tha Wyte Rapper na canção "5 to 10", também com Lil' Wyte. Crime Mob se reuniu e se apresentou no Hot 107.9 da festa de aniversário de Atlanta, em 2012, Princess era o único membro ausente.

## Discografia

### Álbuns
- Crime Mob
  - Lançado: 3 de Agosto de 2004
  - U.S. Billboard 200: #90[2]
  - Top R&B/Hip-Hop Albums: #11[2]
  - U.S. sales: 270,000+
  - RIAA Certification: N/A

- Hated on Mostly
  - Lançado: 20 de Março de 2007
  - U.S. Billboard 200: #31[2]
  - Top Rap Albums: #4[2]
  - Top R&B/Hip-Hop Albums: #10[2]
  - U.S. sales: 67,000+
  - RIAA Certification: N/A

### Singles
| Title                                        | Year | Peak chart positions | Peak chart positions | Peak chart positions | Album           |
| Title                                        | Year | US                   | US R&B               | US Rap               | Album           |
| -------------------------------------------- | ---- | -------------------- | -------------------- | -------------------- | --------------- |
| "Knuck If You Buck" (featuring Lil' Scrappy) | 2004 | 75                   | 28                   | 23                   | Crime Mob       |
| "Stilettos (Pumps)"                          | 2005 | —                    | —                    | —                    | Crime Mob       |
| "I'll Beat Yo Azz"                           | 2005 | —                    | —                    | —                    | Crime Mob       |
| "Rock Yo Hips" (featuring Lil' Scrappy)      | 2006 | 30                   | 8                    | 5                    | Hated on Mostly |
| "Circles"                                    | 2007 | —                    | —                    | —                    | Hated on Mostly |
| "—" Não entrou na tabela musical deste país. |      |                      |                      |                      |                 |